# José Muñoz Cota
José Muñoz Cota Ibañez (* 21. Januar 1907 in Ciudad Juárez, Chihuahua; † 13. März 1993 in Mexiko-Stadt) war ein mexikanischer Botschafter.

## Leben
José Muñoz Cota studierte Rechtswissenschaft an der Universidad Nacional Autónoma de México. Er hatte eine Professur für Literaturwissenschaft und für mexikanische Geschichte am Instituto de Ciencias y Artes del Estado de Oaxaca inne.
Während der Präsidentschaftskandidatur von Lázaro Cárdenas del Río war er dessen Privatsekretär. 1937 leitete er das Instituto de Bellas Artes und wurde in der 37. Legislaturperiode ins Parlament gewählt.
Er war Mitglied der Liga de Escritores y Artistas Revolucionarios (LEAR). 1950 wurde er Mitglied der Federación de Partidos del Pueblo, unterstützte die Präsidentschaftskandidatur von Miguel Henríquez Guzmán und wurde deshalb verfolgt. Er war Mitarbeiter der Zeitschriften Impacto, El Nacional, Novedades, La Opinion und Diario de Soavento.

## Veröffentlichungen
- Corridos de Ricardo Flores Magón. Universidad Autónoma “Benito Juárez”, Oaxaca, México 1975, OCLC 22189946.

| Vorgänger                    | Amt                                                                           | Nachfolger              |
| ---------------------------- | ----------------------------------------------------------------------------- | ----------------------- |
| Anselmo Jorge Mena y Barbosa | mexikanischer Botschafter in Tegucigalpa 16. November 1943 bis 1. Januar 1946 | Pedro Cerisola Salcido  |
| Luis Quintanilla del Valle   | mexikanischer Botschafter in Bogotá 8. Februar 1946 bis 10. Januar 1947       | José María Ortiz Tirado |
| Gonzalo Frías Beltrán        | mexikanischer Botschafter in Asuncion 23. Mai 1947 bis 3. März 1951           | Luis Cataño Morlet      |